# Armstrong (cràter)
Armstrong és un petit cràter d'impacte lunar situat a la partet sud del Mare Tranquillitatis. Es troba a uns 50 quilòmetres al nord-est del punt on es va posar l'Apol·lo 11. Porta el nom de Neil Armstrong; el cràter és el més oriental de la fila de tres cràters que porten el nom dels membres de la tripulació de l'Apol·lo 11. Al nord es troba el lloc de l'impacte del Ranger 8.
|  |  |

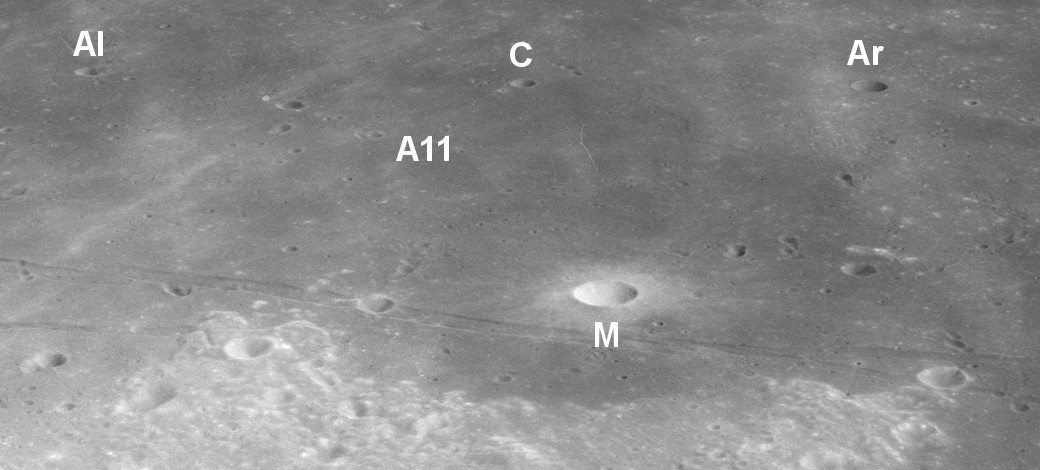
Vista obliqua des de l'Apol·lo 16 amb anotacions, mostrant les proximitats del lloc d'aterratge de l'Apol·lo 11 (A11) amb els cràters Aldrin (Al), Collins (C), Armstrong (Ar), i Moltke (M). Orientació nord

Aquest cràter va ser identificat prèviament com Sabine I abans de ser canviat de nom per la UAI. El cràter principal Sabine està situat a l'oest d'Armstrong.